# Спилинга (Вибо Валенција)
Спилинга (итал. Spilinga) је насеље у Италији у округу Вибо Валенција, региону Калабрија.
Према процени из 2011. у насељу је живело 1209 становника. Насеље се налази на надморској висини од 438 м.

## Становништво
Према резултатима пописа становништва 2011. у општини је живело 1.470 становника.
| 1931. | 1936. | 1951. | 1961. | 1971. | 1981. | 1991. | 2001. | 2011. |
| ----- | ----- | ----- | ----- | ----- | ----- | ----- | ----- | ----- |
| 2.909 | 2.733 | 2.552 | 2.042 | 1.664 | 1.570 | 1.615 | 1.609 | 1.470 |